# Monarchiens
 (février 2017).
Les monarchiens sont les membres d'un mouvement politique né de la Révolution française, qui ont soutenu la nécessité de la mise en place d'une monarchie constitutionnelle fondée sur le système de Westminster. 
Les membres de ce mouvement, députés de l'Assemblée constituante de 1789, se concentrent autour de figures dominantes comme Jean-Joseph Mounier, Nicolas Bergasse, Pierre-Victor Malouet ou encore Stanislas de Clermont-Tonnerre. Ils tentent, dès septembre 1789, de s'opposer à l'accélération révolutionnaire, et sont dissous en 1791.

## Histoire
Il n'a jamais existé de véritable club monarchien. Il a toutefois existé des lieux de rencontre des éléments les plus modérés du Tiers-état, dès le début d'août 1789. Le club des Impartiaux, fondé en octobre 1789 aux Grands-Augustins à Paris, et le Club monarchique fondé en avril 1790 aux Capucins de la rue Saint-Honoré, tentent tardivement de structurer le mouvement monarchien. Il est toutefois déjà dépassé, d'autant plus que leur principal meneur, Mounier, a émigré après les journées d'octobre 1789.
Pour Jean-Clément Martin, les monarchiens ont disparu car ils ont été disqualifiés par la résistance du roi, qui montrait le peu d'enclin qu'il avait à transformer le régime en un régime constitutionnel. Aussi, les monarchiens ont « échoué à faire le grand écart entre patriotes et monarchistes. Les partis extrêmes sont au contraire confirmés dans leur jugement sur l’incompatibilité entre le roi et la Révolution ».

## Doctrine
Les monarchiens sont des monarchistes constitutionnalistes. Contrairement aux monarchistes, qui refusent tout changement fondamental aux principes de la royauté, ils acceptent la nécessité d'une évolution de l'organisation de la royauté dans le sens d'un meilleur encadrement des pouvoirs du roi. Les monarchiens se distinguent aussi des patriotes, partisans d'un veto suspensif, avec une assemblée unique.
Partisans de réformes paisibles et modérés, les monarchiens souhaitent rédiger au plus vite une Constitution associant « le trône à la liberté ». Concrètement, ils veulent accorder au roi un veto absolu sur les lois votées et diviser le pouvoir législatif en deux chambres : la Chambre basse serait élue au suffrage censitaire et la Chambre haute serait composée de propriétaires et de dignitaires nommés à vie par le roi. Cette seconde assemblée serait chargée de modérer les ardeurs de la première.
Cet équilibre des pouvoirs, assurant néanmoins la prépondérance de l'autorité royale, doit permettre, à leurs yeux, de s'affranchir de l'absolutisme et d'éviter tout despotisme, en premier lieu celui de la « multitude ».
Jean-Clément Martin soutient que les monarchiens ont fondé, avec les Girondins, le centrisme français.

## Listes des membres du courant monarchien
- Jean-Joseph Mounier
- Nicolas Bergasse
- Pierre-Victor Malouet
- Stanislas de Clermont-Tonnerre
- Gérard de Lally-Tollendal
- François-Henri de Virieu
- César-Guillaume de La Luzerne
- François Dominique de Reynaud de Montlosier